# Charles Boscart
Charles Boscart (mort en 1626 ?) est un imprimeur français.
Il alla s'établir à Saint-Omer, au début du XVIIe siècle. La typographie dans cette cité date des jésuites qui y avaient fait nid en 1594 et créé leur imprimerie vers 1600. Le premier imprimeur laïc, François Bellet s'installa en 1602 ; Boscart fut le second imprimeur et imprimait à l'enseigne de la maison Loyola.